# Kono light novel ga sugoi!
Kono light novel ga sugoi! (このライトノベルがすごい！?, Kono raito noberu ga sugoi!, lett. "Questa light novel è eccezionale!") è una guida di light novel annuale edita dalla Takarajimasha. In essa viene redatta una classifica delle dieci light novel e dei loro personaggi più popolari in base al parere dei lettori intervistati su Internet. Ogni classifica viene accompagnata da una breve introduzione sulle opere citate, così come da un'intervista fatta ai vari autori. La maggior parte delle light novel classificate sono formate da più volumi e più tardi sono state anche adattate in serie televisive anime. Il primo numero è stato pubblicato il 26 novembre 2004 ed è quello del 2005; il quattordicesimo e ultimo numero invece è la classifica del 2018 ed è stato pubblicato il 25 novembre 2017. Tra le opere apparse più volte vi sono A Certain Magical Index (9 volte), Sword Art Online (8 volte), Baka to test to shōkanjū (6 volte) e poi La malinconia di Haruhi Suzumiya e Bungaku shōjo (5 volte).

## Classifiche top 10 delle light novel

### 2005–2009
| Posizione | Titolo                                | Autore               | Artista           | Etichetta              |
| 2005      | 2005                                  | 2005                 | 2005              | 2005                   |
| --------- | ------------------------------------- | -------------------- | ----------------- | ---------------------- |
| 01        | La malinconia di Haruhi Suzumiya      | Nagaru Tanigawa      | Noizi Itō         | Kadokawa Sneaker Bunko |
| 02        | Zaregoto Series                       | Nisio Isin           | Take              | Kōdansha Novels        |
| 03        | Akuma no Mikata                       | Hisamitsu Ueo        | Kaori Fujita      | Dengeki Bunko          |
| 04        | Ryūketsu Megamiden                    | Shinobu Suga         | Akari Funato      | Cobalt Bunko           |
| 05        | Baccano!                              | Ryōgo Narita         | Katsumi Enami     | Dengeki Bunko          |
| 06        | Nana hime monogatari                  | Wataru Takano        | Osamu Otani       | Dengeki Bunko          |
| 07        | Sora no Kane no Hibiku Hoshi de       | Sōichirō Watase      | Minako Iwasaki    | Dengeki Bunko          |
| 08        | Allison                               | Keiichi Sigsawa      | Kōhaku Kuroboshi  | Dengeki Bunko          |
| 09        | Bokusatsu tenshi Dokuro-chan          | Masaki Okayu         | Torishimo         | Dengeki Bunko          |
| 10        | Chaos Legion                          | Tow Ubukata          | Satoru Yuiga      | Fujimi Fantasia Bunko  |
| 2006      |                                       |                      |                   |                        |
| 01        | Zaregoto Series                       | Nisio Isin           | Take              | Kodansha Novels        |
| 02        | Kino no tabi                          | Keiichi Sigsawa      | Kouhaku Kuroboshi | Dengeki Bunko          |
| 03        | Satōgashi no Dangan wa Uchinukenai    | Kazuki Sakuraba      | Mū                | Fujimi Mystery Bunko   |
| 04        | Sora no Kane no Hibiku Hoshi de       | Soichiro Watase      | Minako Iwasaki    | Dengeki Bunko          |
| 05        | Owari no Chronicle (serie Ahead)      | Minoru Kawakami      | Satoyasu          | Dengeki Bunko          |
| 06        | La malinconia di Haruhi Suzumiya      | Nagaru Tanigawa      | Noizi Ito         | Kadokawa Sneaker Bunko |
| 07        | Watashitachi no Tamura-kun            | Yuyuko Takemiya      | Yasu              | Dengeki Bunko          |
| 08        | Saredo Sainin wa Ryū to Odoru         | Rabo Asai            | Kyūjyō            | Kadokawa Sneaker Bunko |
| 08        | All You Need Is Kill                  | Hiroshi Sakurazaka   | Yoshitoshi ABe    | Super Dash Bunko       |
| 10        | Hanbun no tsuki ga noboru sora        | Tsumugu Hashimoto    | Keiji Yamamoto    | Dengeki Bunko          |
| 2007      |                                       |                      |                   |                        |
| 01        | Spice and Wolf                        | Isuna Hasekura       | Jū Ayakura        | Dengeki Bunko          |
| 02        | La malinconia di Haruhi Suzumiya      | Nagaru Tanigawa      | Noizi Ito         | Kadokawa Sneaker Bunko |
| 03        | Zaregoto Series                       | Nisio Isin           | Take              | Kodansha Novels        |
| 04        | Hanbun no Tsuki ga Noboru Sora        | Tsumugu Hashimoto    | Keiji Yamamoto    | Dengeki Bunko          |
| 05        | Kino no tabi                          | Keiichi Sigsawa      | Kouhaku Kuroboshi | Dengeki Bunko          |
| 06        | Toradora!                             | Yuyuko Takemiya      | Yasu              | Dengeki Bunko          |
| 07        | Owari no Chronicle (serie Ahead)      | Minoru Kawakami      | Satoyasu          | Dengeki Bunko          |
| 08        | Bungaku shōjo                         | Mizuki Nomura        | Miho Takeoka      | Famitsū Bunko          |
| 09        | Sora no Kane no Hibiku Hoshi de       | Soichiro Watase      | Minako Iwasaki    | Dengeki Bunko          |
| 10        | Aruhi, Bakudan ga Ochitekite          | Hideyuki Furuhashi   | Yukari Higa       | Dengeki Bunko          |
| 2008      |                                       |                      |                   |                        |
| 01        | Full Metal Panic!                     | Shōji Gatō           | Shikidouji        | Fujimi Fantasia Bunko  |
| 02        | La malinconia di Haruhi Suzumiya      | Nagaru Tanigawa      | Noizi Ito         | Kadokawa Sneaker Bunko |
| 03        | Bungaku shōjo                         | Mizuki Nomura        | Miho Takeoka      | Famitsu Bunko          |
| 04        | Toradora!                             | Yuyuko Takemiya      | Yasu              | Dengeki Bunko          |
| 05        | Spice and Wolf                        | Isuna Hasekura       | Jū Ayakura        | Dengeki Bunko          |
| 06        | Kino no tabi                          | Keiichi Sigsawa      | Kouhaku Kuroboshi | Dengeki Bunko          |
| 07        | Mimizuku to Yoru no Ō                 | Izuki Kogyoku        | Hiroo Isono       | Dengeki Bunko          |
| 08        | Baka to test to shōkanjū              | Kenji Inoue          | Yui Haga          | Famitsu Bunko          |
| 09        | Tasogareiro no Uta Tsukai             | Kei Sazane           | Miho Takeoka      | Fujimi Fantasia Bunko  |
| 10        | Shakugan no Shana                     | Yashichirō Takahashi | Noizi Ito         | Dengeki Bunko          |
| 2009      |                                       |                      |                   |                        |
| 01        | Bungaku shōjo                         | Mizuki Nomura        | Miho Takeoka      | Famitsu Bunko          |
| 02        | Toradora!                             | Yuyuko Takemiya      | Yasu              | Dengeki Bunko          |
| 03        | Baka to test to shōkanjū              | Kenji Inoue          | Yui Haga          | Famitsu Bunko          |
| 04        | A Certain Magical Index               | Kazuma Kamachi       | Kiyotaka Haimura  | Dengeki Bunko          |
| 05        | Spice and Wolf                        | Isuna Hasekura       | Jū Ayakura        | Dengeki Bunko          |
| 06        | Bakemonogatari                        | Nisio Isin           | Vofan             | Kodansha Box           |
| 07        | Seitokai no ichizon                   | Sekina Aoi           | Kira Inugami      | Fujimi Fantasia Bunko  |
| 08        | Full Metal Panic!                     | Shoji Gatoh          | Shikidouji        | Fujimi Fantasia Bunko  |
| 09        | Usotsuki Mii-kun to Kowareta Maa-chan | Hitoma Iruma         | Hidari            | Dengeki Bunko          |
| 10        | Toaru hikūshi e no tsuioku            | Koroku Inumura       | Haruyuki Morisawa | Gagaga Bunko           |

### 2010–2014
| Posizione | Titolo                                           | Autore            | Artista           | Etichetta              |
| 2010      | 2010                                             | 2010              | 2010              | 2010                   |
| --------- | ------------------------------------------------ | ----------------- | ----------------- | ---------------------- |
| 01        | Baka to test to shōkanjū                         | Kenji Inoue       | Yui Haga          | Famitsu Bunko          |
| 02        | Bakemonogatari                                   | Nisio Isin        | Vofan             | Kodansha Box           |
| 03        | Bungaku shōjo                                    | Mizuki Nomura     | Miho Takeoka      | Famitsu Bunko          |
| 04        | Toradora!                                        | Yuyuko Takemiya   | Yasu              | Dengeki Bunko          |
| 05        | Seitokai no ichizon                              | Sekina Aoi        | Kira Inugami      | Fujimi Fantasia Bunko  |
| 06        | Tasogareiro no Uta Tsukai                        | Sazane Kei        | Miho Takeoka      | Fujimi Fantasia Bunko  |
| 07        | Usotsuki Mii-kun to Kowareta Maa-chan            | Hitoma Iruma      | Hidari            | Dengeki Bunko          |
| 08        | Ben-Tō                                           | Asaura            | Kaito Shibano     | Super Dash Bunko       |
| 09        | A Certain Magical Index                          | Kazuma Kamachi    | Kiyotaka Haimura  | Dengeki Bunko          |
| 10        | Sōkyū no Karma                                   | Kōshi Tachibana   | Haruyuki Morisawa | Fujimi Fantasia Bunko  |
| 2011      |                                                  |                   |                   |                        |
| 01        | A Certain Magical Index                          | Kazuma Kamachi    | Kiyotaka Haimura  | Dengeki Bunko          |
| 02        | Haganai - I Have Few Friends                     | Yomi Hirasaka     | Buriki            | MF Bunko J             |
| 03        | Baka to test to shōkanjū                         | Kenji Inoue       | Yui Haga          | Famitsu Bunko          |
| 04        | Sword Art Online                                 | Reki Kawahara     | Abec              | Dengeki Bunko          |
| 05        | Ben-Tō                                           | Asaura            | Kaito Shibano     | Super Dash Bunko       |
| 06        | Bungaku shōjo                                    | Mizuki Nomura     | Miho Takeoka      | Famitsu Bunko          |
| 07        | Seitokai no ichizon                              | Sekina Aoi        | Kira Inugami      | Fujimi Fantasia Bunko  |
| 08        | Ore no imōto ga konna ni kawaii wake ga nai      | Tsukasa Fushimi   | Hiro Kanzaki      | Dengeki Bunko          |
| 09        | Durarara!!                                       | Ryohgo Narita     | Suzuhito Yasuda   | Dengeki Bunko          |
| 10        | Kami-sama no memo-chō                            | Hikaru Sugii      | Mel Kishida       | Dengeki Bunko          |
| 2012      |                                                  |                   |                   |                        |
| 01        | Sword Art Online                                 | Reki Kawahara     | Abec              | Dengeki Bunko          |
| 02        | A Certain Magical Index                          | Kazuma Kamachi    | Kiyotaka Haimura  | Dengeki Bunko          |
| 03        | Ben-Tō                                           | Asaura            | Kaito Shibano     | Super Dash Bunko       |
| 04        | Circlet Girl                                     | Satoshi Hase      | Miyū              | Kadokawa Sneaker Bunko |
| 05        | Baka to test to shōkanjū                         | Kenji Inoue       | Yui Haga          | Famitsu Bunko          |
| 06        | Haganai - I have few friends                     | Yomi Hirasaka     | Buriki            | MF Bunko J             |
| 07        | Occultologic                                     | Tsukasa Nimeguchi | Magomago          | Kadokawa Sneaker Bunko |
| 08        | La malinconia di Haruhi Suzumiya                 | Nagaru Tanigawa   | Noizi Ito         | Kadokawa Sneaker Bunko |
| 09        | Idolising!                                       | Sakaki Hirozawa   | Cuteg             | Dengeki Bunko          |
| 10        | Iris on Rainy Days                               | Takeshi Matsuyama | Hirasato          | Dengeki Bunko          |
| 2013      |                                                  |                   |                   |                        |
| 01        | Sword Art Online                                 | Reki Kawahara     | Abec              | Dengeki Bunko          |
| 02        | A Certain Magical Index                          | Kazuma Kamachi    | Kiyotaka Haimura  | Dengeki Bunko          |
| 03        | Rokka: Braves of the Six Flowers                 | Ishio Yamagata    | Miyagi            | Super Dash Bunko       |
| 04        | Baka to test to shōkanjū                         | Kenji Inoue       | Yui Haga          | Famitsu Bunko          |
| 05        | Ore no imōto ga konna ni kawaii wake ga nai      | Tsukasa Fushimi   | Hiro Kanzaki      | Dengeki Bunko          |
| 06        | Yahari ore no seishun love kome wa machigatteiru | Wataru Watari     | Ponkan8           | Gagaga Bunko           |
| 07        | Durarara!!                                       | Ryohgo Narita     | Suzuhito Yasuda   | Dengeki Bunko          |
| 08        | Shinonome Yūko wa Tanpen Shōsetsu o Aishiteiru   | Bingo Morihashi   | Nardack           | Famitsu Bunko          |
| 09        | Sakurada Reset                                   | Yutaka Kōno       | Yū Shiina         | Kadokawa Sneaker Bunko |
| 10        | Kyōkaisen-jō no Horizon                          | Minoru Kawakami   | Satoyasu          | Dengeki Bunko          |
| 2014      |                                                  |                   |                   |                        |
| 01        | Yahari ore no seishun love kome wa machigatteiru | Wataru Watari     | Ponkan8           | Gagaga Bunko           |
| 02        | Alderamin on the Sky                             | Bokuto Uno        | Sanbasō           | Dengeki Bunko          |
| 03        | A Certain Magical Index                          | Kazuma Kamachi    | Kiyotaka Haimura  | Dengeki Bunko          |
| 04        | DanMachi                                         | Fujino Ōmori      | Suzuhito Yasuda   | GA Bunko               |
| 05        | Sword Art Online                                 | Reki Kawahara     | Abec              | Dengeki Bunko          |
| 06        | Hataraku maō-sama!                               | Satoshi Wagahara  | Oniku             | Dengeki Bunko          |
| 07        | Tokyo Ravens                                     | Kōhei Azano       | Sumihei           | Fujimi Fantasia Bunko  |
| 08        | Rokka no yūsha                                   | Ishio Yamagata    | Miyagi            | Super Dash Bunko       |
| 09        | Ore no imōto ga konna ni kawaii wake ga nai      | Tsukasa Fushimi   | Hiro Kanzaki      | Dengeki Bunko          |
| 10        | No Game No Life                                  | Yū Kamiya         | Yū Kamiya         | MF Bunko J             |

### 2015–2016
| Posizione | Titolo                                                                     | Autore           | Artista           | Etichetta              |
| 2015      | 2015                                                                       | 2015             | 2015              | 2015                   |
| --------- | -------------------------------------------------------------------------- | ---------------- | ----------------- | ---------------------- |
| 01        | Yahari ore no seishun love kome wa machigatteiru                           | Wataru Watari    | Ponkan8           | Gagaga Bunko           |
| 02        | Sword Art Online                                                           | Reki Kawahara    | Abec              | Dengeki Bunko          |
| 03        | No Game No Life                                                            | Yū Kamiya        | Yū Kamiya         | MF Bunko J             |
| 04        | A Certain Magical Index                                                    | Kazuma Kamachi   | Kiyotaka Haimura  | Dengeki Bunko          |
| 05        | Kōkyū Rakuen Kyūjō: Harem League Baseball                                  | Hiroshi Ishikawa | Wingheart         | Super Dash Bunko       |
| 06        | Zesshinkai no Solaris                                                      | Rakiruchi        | Asagiri           | MF Bunko J             |
| 07        | Escape Speed                                                               | Nozomu Kuoka     | Gin               | Dengeki Bunko          |
| 08        | Toaru Hikūshi e no Seiyaku                                                 | Koroku Inumura   | Haruyuki Morisawa | Gagaga Bunko           |
| 09        | Kono Koi to, Sono Mirai                                                    | Bingo Morihashi  | Nardack           | Famitsu Bunko          |
| 10        | Alderamin on the Sky                                                       | Bokuto Uno       | Sanbasō           | Dengeki Bunko          |
| 2016      |                                                                            |                  |                   |                        |
| 01        | Yahari ore no seishun love kome wa machigatteiru                           | Wataru Watari    | Ponkan8           | Gagaga Bunko           |
| 02        | Sword Art Online                                                           | Reki Kawahara    | Abec              | Dengeki Bunko          |
| 03        | Alderamin on the Sky                                                       | Bokuto Uno       | Sanbasō           | Dengeki Bunko          |
| 04        | Eirun Last Code                                                            | Ryūnosuke Azuma  | Mikoto Akemi      | MF Bunko J             |
| 05        | Shūmatsu nani shitemasu ka? Isogashii desu ka? Sukutte moratte ii desu ka? | Akira Kareno     | Ue                | Kadokawa Sneaker Bunko |
| 06        | No Game No Life                                                            | Yū Kamiya        | Yū Kamiya         | MF Bunko J             |
| 07        | A Certain Magical Index                                                    | Kazuma Kamachi   | Kiyotaka Haimura  | Dengeki Bunko          |
| 08        | DanMachi                                                                   | Fujino Omori     | Suzuhito Yasuda   | GA Bunko               |
| 09        | Saekano: How to Raise a Boring Girlfriend                                  | Fumiaki Maruto   | Kurehito Misaki   | Fujimi Fantasia Bunko  |
| 10        | Escape Speed                                                               | Nozomu Kuoka     | Gin               | Dengeki Bunko          |

### 2017–2019
| Formato  | Posizione                                                                        | Titolo                         | Autore             | Artista                | Etichetta |
| 2017     | 2017                                                                             | 2017                           | 2017               | 2017                   | 2017      |
| -------- | -------------------------------------------------------------------------------- | ------------------------------ | ------------------ | ---------------------- | --------- |
| Bunkobon |                                                                                  |                                |                    |                        |           |
| 01       | Ryūō no oshigoto!                                                                | Shirō Shiratori                | Shirabi            | GA Bunko               |           |
| 02       | Re:Zero                                                                          | Tappei Nagatsuki               | Shin'ichirō Ōtsuka | MF Bunko J             |           |
| 03       | A Certain Magical Index                                                          | Kazuma Kamachi                 | Kiyotaka Haimura   | Dengeki Bunko          |           |
| 04       | Sword Art Online                                                                 | Reki Kawahara                  | Abec               | Dengeki Bunko          |           |
| 05       | Goblin Slayer                                                                    | Kumo Kagyū                     | Noboru Kannatsuki  | GA Bunko               |           |
| 06       | Melody Lyrik Idol Magik                                                          | Hiroshi Ishikawa               | POO                | Dash X Bunko           |           |
| 07       | Gamers!                                                                          | Sekina Aoi                     | Saboten            | Fujimi Fantasia Bunko  |           |
| 08       | Jaku Chara Tomozaki-kun                                                          | Yūki Yaku                      | Fly                | Gagaga Bunko           |           |
| 09       | Kono subarashii sekai ni shukufuku o!                                            | Natsume Akatsuki               | Kurone Mishima     | Kadokawa Sneaker Bunko |           |
| 10       | Kono koi to, sono mirai                                                          | Bingo Morihashi                | Nardack            | Famitsu Bunko          |           |
| Tankōbon |                                                                                  |                                |                    |                        |           |
| 01       | Overlord                                                                         | Kugane Maruyama                | so-bin             | Enterbrain             |           |
| 02       | Monogatari                                                                       | Nisio Isin                     | Vofan              | Kodansha Box           |           |
| 03       | So I'm a Spider, So What?                                                        | Okina Baba                     | Tsukasa Kiryū      | Kadokawa Books         |           |
| 04       | Mushoku Tensei: Isekai ittara honki dasu                                         | Rifujin na Magonote            | Shirotaka          | MF Books               |           |
| 05       | Honzuki no gekokujō: shisho ni naru tame ni wa shudan o erandeiraremasen         | Miya Kazuki                    | Yō Shiina          | TO Books               |           |
| 06       | Ninja Slayer                                                                     | Bradley Bond, Philip N. Morzez | Warainaku          | Kadokawa               |           |
| 07       | Kyūketsuki ni natta kimi wa eien no ai o hajimeru: Long Long Engage              | Mizuki Nomura                  | Miho Takeoka       | Famitsu Bunko          |           |
| 08       | Vita da slime                                                                    | Fuse                           | Mitz Vah           | Micro Magazine         |           |
| 09       | Bōkyaku tantei shirīzu                                                           | Nisio Isin                     | Vofan              | Kodansha BOX           |           |
| 10       | Kono sekai ga game da to boku dake ga shitteiru                                  | Usbar                          | Ichizen            | Enterbrain             |           |
| 2018     |                                                                                  |                                |                    |                        |           |
| Bunkobon |                                                                                  |                                |                    |                        |           |
| 01       | Ryūō no oshigoto!                                                                | Shirō Shiratori                | Shirabi            | GA Bunko               |           |
| 02       | 86 - Eighty-Six                                                                  | Asato Asato                    | Shirabi            | Dengeki Bunko          |           |
| 03       | Infinite Dendrogram                                                              | Sakon Kaidō                    | Taiki              | HJ Bunko               |           |
| 04       | Tsuki to Raika to Nosferatu                                                      | Keisuke Masano                 | Karei              | Gagaga Bunko           |           |
| 05       | Sword Art Online                                                                 | Reki Kawahara                  | Abec               | Dengeki Bunko          |           |
| 06       | Bokutachi no remake                                                              | Nachi Kio                      | Erette             | MF Bunko J             |           |
| 07       | Jaku Chara Tomozaki-kun                                                          | Yūki Yaku                      | Fly                | Gagaga Bunko           |           |
| 08       | Gamers!                                                                          | Sekina Aoi                     | Saboten            | Fujimi Fantasia Bunko  |           |
| 09       | DanMachi                                                                         | Fujino Omori                   | Suzuhito Yasuda    | GA Bunko               |           |
| 10       | A Sister's All You Need.                                                         | Yomi Hirasaka                  | Kantoku            | Gagaga Bunko           |           |
| Tankōbon |                                                                                  |                                |                    |                        |           |
| 01       | Honzuki no gekokujō: shisho ni naru tame ni wa shudan o erandeiraremasen         | Miya Kazuki                    | Yō Shiina          | TO Books               |           |
| 02       | Kumo desu ga, nani ka?                                                           | Okina Baba                     | Tsukasa Kiryū      | Kadokawa Books         |           |
| 03       | Saga of Tanya the Evil                                                           | Carlo Zen                      | Shinobu Shinotsuki | Enterbrain             |           |
| 04       | Overlord                                                                         | Kugane Maruyama                | so-bin             | Enterbrain             |           |
| 05       | Monogatari                                                                       | Nisio Isin                     | Vofan              | Kodansha Box           |           |
| 06       | Vita da slime                                                                    | Fuse                           | Mitz Vah           | Micro Magazine         |           |
| 07       | Mushoku Tensei: Isekai ittara honki dasu                                         | Rifujin na Magonote            | Shirotaka          | MF Books               |           |
| 08       | Yokohama eki SF                                                                  | Yuba Isukari                   | Tatsuyuki Tanaka   | Kadokawa Books         |           |
| 09       | Majo no tabitabi                                                                 | Jogi Shiraishi                 | Azul               | GA Bunko               |           |
| 10       | Uchi no musume no tame naraba, ore wa moshikashitara maō mo taoseru kamoshirenai | Chirolu                        | Kei                | HJ Books               |           |
| 2019     |                                                                                  |                                |                    |                        |           |
| Bunkobon |                                                                                  |                                |                    |                        |           |
| 01       | Sabikui Bisco                                                                    | Shinji Kobukubo                | Akagishi K         | Dengeki Bunko          |           |
| 02       | The Ryuo's Work is Never Done!                                                   | Shirō Shiratori                | Shirabi            | GA Bunko               |           |
| 03       | Bottom-tier Character Tomozaki                                                   | Yūki Yaku                      | Fly                | Gagaga Bunko           |           |
| 04       | Hige o Soru. Soshite Joshi Kōsei o Hirou.                                        | Shimesaba                      | Booota             | Kadokawa Sneaker Bunko |           |
| 05       | 86 - Eighty-Six                                                                  | Shirabi                        | Dengeki Bunko      | Dengeki Bunko          |           |
| 06       | Classroom of the Elite                                                           | Shōgo Kinugasa                 | Shunsaku Tomose    | MF Bunko J             |           |
| 07       | Bokutachi no Remake                                                              | Nachi Kio                      | Eretto             | MF Bunko J             |           |
| 08       | Sankaku no Kyori wa Kagiri Nai Zero                                              | Saginomiya Misaki              | Hiten              | Dengeki Bunko          |           |
| 09       | A Certain Magical Index                                                          | Kazuma Kamachi                 | Kiyotaka Haimura   | Dengeki Bunko          |           |
| 10       | Sword Art Online                                                                 | Reki Kawahara                  | Abec               | Dengeki Bunko          |           |

## Classifiche top 10 dei personaggi femminili
| Anno | Personaggio        | Titolo                                           | Autore          | Artista           | Etichetta              |
| ---- | ------------------ | ------------------------------------------------ | --------------- | ----------------- | ---------------------- |
| 2005 | Dokuro Mitsukai    | Bludgeoning Angel Dokuro-Chan                    | Masaki Okayu    | Torishimo         | Dengeki Bunko          |
| 2006 | Kino               | Kino no tabi                                     | Keiichi Sigsawa | Kouhaku Kuroboshi | Dengeki Bunko          |
| 2007 | Holo               | Spice and Wolf                                   | Isuna Hasekura  | Jū Ayakura        | Dengeki Bunko          |
| 2008 | Haruhi Suzumiya    | La malinconia di Haruhi Suzumiya                 | Nagaru Tanigawa | Noizi Ito         | Kadokawa Sneaker Bunko |
| 2009 | Tohko Amano        | Bungaku shōjo                                    | Mizuki Nomura   | Miho Takeoka      | Famitsu Bunko          |
| 2010 | Mikoto Misaka      | A Certain Magical Index                          | Kazuma Kamachi  | Kiyotaka Haimura  | Dengeki Bunko          |
| 2011 | Mikoto Misaka      | A Certain Magical Index                          | Kazuma Kamachi  | Kiyotaka Haimura  | Dengeki Bunko          |
| 2012 | Mikoto Misaka      | A Certain Magical Index                          | Kazuma Kamachi  | Kiyotaka Haimura  | Dengeki Bunko          |
| 2013 | Mikoto Misaka      | A Certain Magical Index                          | Kazuma Kamachi  | Kiyotaka Haimura  | Dengeki Bunko          |
| 2014 | Mikoto Misaka      | A Certain Magical Index                          | Kazuma Kamachi  | Kiyotaka Haimura  | Dengeki Bunko          |
| 2015 | Yukino Yukinoshita | Yahari ore no seishun love kome wa machigatteiru | Wataru Watari   | Ponkan8           | Gagaga Bunko           |
| 2016 | Mikoto Misaka      | A Certain Magical Index                          | Kazuma Kamachi  | Kiyotaka Haimura  | Dengeki Bunko          |
| 2017 | Mikoto Misaka      | A Certain Magical Index                          | Kazuma Kamachi  | Kiyotaka Haimura  | Dengeki Bunko          |

### 2005–2009
| Posizione | Personaggio                              | Titolo                             | Autore               | Artista           | Etichetta              |
| 2005      | 2005                                     | 2005                               | 2005                 | 2005              | 2005                   |
| --------- | ---------------------------------------- | ---------------------------------- | -------------------- | ----------------- | ---------------------- |
| 01        | Dokuro Mitsukai                          | Bokusatsu tenshi Dokuro-chan       | Masaki Okayu         | Torishimo         | Dengeki Bunko          |
| 02        | Yomiko Readman                           | Read or Die                        | Hideyuki Kurata      | Taraku Uon        | Super Dash Bunko       |
| 03        | Yuki Nagato                              | La malinconia di Haruhi Suzumiya   | Nagaru Tanigawa      | Noizi Ito         | Kadokawa Sneaker Bunko |
| 04        | Haruhi Suzumiya                          | La malinconia di Haruhi Suzumiya   | Nagaru Tanigawa      | Noizi Ito         | Kadokawa Sneaker Bunko |
| 05        | Allison Whittington                      | Allison                            | Keiichi Sigsawa      | Kouhaku Kuroboshi | Dengeki Bunko          |
| 06        | Tazusa Sakurano                          | Ginban Kaleidoscope                | Rei Kaibara          | Hiro Suzuhira     | Super Dash Bunko       |
| 07        | Sorasumihime                             | Nanahime Monogatari                | Kazu Takano          | Osamu Otani       | Dengeki Bunko          |
| 08        | Victorique de Blois                      | Gosick                             | Kazuki Sakuraba      | Hinata Takeda     | Kadokawa Beans Bunko   |
| 09        | Shana                                    | Shakugan no Shana                  | Yashichiro Takahashi | Noizi Ito         | Dengeki Bunko          |
| 10        | Danatia Aryl Ankurouge                   | Rakuen no Majo Tachi               | Satomi Kikawa        | Mūnī Mutchiri     | Cobalt Bunko           |
| 2006      |                                          |                                    |                      |                   |                        |
| 01        | Kino                                     | Kino no tabi -the Beautiful World- | Keiichi Sigsawa      | Kouhaku Kuroboshi | Dengeki Bunko          |
| 02        | Yuki Nagato                              | La malinconia di Haruhi Suzumiya   | Nagaru Tanigawa      | Noizi Ito         | Kadokawa Sneaker Bunko |
| 03        | Victorique de Blois                      | Gosick                             | Kazuki Sakuraba      | Hinata Takeda     | Kadokawa Beans Bunko   |
| 04        | Haruhi Suzumiya                          | La malinconia di Haruhi Suzumiya   | Nagaru Tanigawa      | Noizi Ito         | Kadokawa Sneaker Bunko |
| 05        | Shana                                    | Shakugan no Shana                  | Yashichiro Takahashi | Noizi Ito         | Dengeki Bunko          |
| 06        | Rika Akiba                               | Hanbun no tsuki ga noboru sora     | Tsumugu Hashimoto    | Keiji Yamamoto    | Dengeki Bunko          |
| 07        | Hiroka Sōma                              | Watashitachi no Tamura-kun         | Yuyuko Takemiya      | Yasu              | Dengeki Bunko          |
| 08        | Yomiko Togano                            | Missing                            | Gakuto Coda          | Shin Midorigawa   | Dengeki Bunko          |
| 09        | Kaho Sakazaki                            | Yoku wakaru gendai mahō            | Hiroshi Sakurazaka   | Miki Miyashita    | Super Dash Bunko       |
| 10        | Eguriko Gankyū                           | Mushi to Medama                    | Akira                | Mitsuki Mouse     | MF Bunko J             |
| 2007      |                                          |                                    |                      |                   |                        |
| 01        | Holo                                     | Spice and Wolf                     | Isuna Hasekura       | Jū Ayakura        | Dengeki Bunko          |
| 02        | Yuki Nagato                              | La malinconia di Haruhi Suzumiya   | Nagaru Tanigawa      | Noizi Ito         | Kadokawa Sneaker Bunko |
| 03        | Haruhi Suzumiya                          | La malinconia di Haruhi Suzumiya   | Nagaru Tanigawa      | Noizi Ito         | Kadokawa Sneaker Bunko |
| 04        | Tohko Amano                              | Bungaku shōjo                      | Mizuki Nomura        | Miho Takeoka      | Famitsu Bunko          |
| 05        | Kino                                     | Kino no tabi -the Beautiful World- | Keiichi Sigsawa      | Kouhaku Kuroboshi | Dengeki Bunko          |
| 06        | Taiga Aisaka                             | Toradora!                          | Yuyuko Takemiya      | Yasu              | Dengeki Bunko          |
| 07        | Rika Akiba                               | Hanbun no Tsuki ga Noboru Sora     | Tsumugu Hashimoto    | Keiji Yamamoto    | Dengeki Bunko          |
| 08        | Victorique de Blois                      | Gosick                             | Kazuki Sakuraba      | Hinata Takeda     | Kadokawa Beans Bunko   |
| 09        | Shana                                    | Shakugan no Shana                  | Yashichiro Takahashi | Noizi Ito         | Dengeki Bunko          |
| 10        | Louise Françoise Le Blanc de La Vallière | Zero no tsukaima                   | Noboru Yamaguchi     | Eiji Usatsuka     | MF Bunko J             |
| 2008      |                                          |                                    |                      |                   |                        |
| 01        | Haruhi Suzumiya                          | La malinconia di Haruhi Suzumiya   | Nagaru Tanigawa      | Noizi Ito         | Kadokawa Sneaker Bunko |
| 02        | Tohko Amano                              | Bungaku shōjo                      | Mizuki Nomura        | Miho Takeoka      | Famitsu Bunko          |
| 03        | Yuki Nagato                              | La malinconia di Haruhi Suzumiya   | Nagaru Tanigawa      | Noizi Ito         | Kadokawa Sneaker Bunko |
| 04        | Holo                                     | Spice and Wolf                     | Isuna Hasekura       | Jū Ayakura        | Dengeki Bunko          |
| 05        | Kaname Chidori                           | Full Metal Panic!                  | Shoji Gatoh          | Shiki Douji       | Fujimi Fantasia Bunko  |
| 06        | Kino                                     | Kino no tabi -the Beautiful World- | Keiichi Sigsawa      | Kouhaku Kuroboshi | Dengeki Bunko          |
| 07        | Hitagi Senjōgahara                       | Monogatari                         | Nisio Isin           | Vofan             | Kodansha Box           |
| 08        | Nanase Kotobuki                          | Bungaku shōjo                      | Mizuki Nomura        | Miho Takeoka      | Famitsu Bunko          |
| 09        | Teletha Testarossa                       | Full Metal Panic!                  | Shoji Gatoh          | Shiki Douji       | Fujimi Fantasia Bunko  |
| 10        | Taiga Aisaka                             | Toradora!                          | Yuyuko Takemiya      | Yasu              | Dengeki Bunko          |
| 2009      |                                          |                                    |                      |                   |                        |
| 01        | Tohko Amano                              | Bungaku shōjo                      | Mizuki Nomura        | Miho Takeoka      | Famitsu Bunko          |
| 02        | Holo                                     | Spice and Wolf                     | Isuna Hasekura       | Jū Ayakura        | Dengeki Bunko          |
| 03        | Taiga Aisaka                             | Toradora!                          | Yuyuko Takemiya      | Yasu              | Dengeki Bunko          |
| 04        | Nanase Kotobuki                          | Bungaku shōjo                      | Mizuki Nomura        | Miho Takeoka      | Famitsu Bunko          |
| 05        | Mikoto Misaka                            | A Certain Magical Index            | Kazuma Kamachi       | Kiyotaka Haimura  | Dengeki Bunko          |
| 06        | Kino                                     | Kino no tabi -the Beautiful World- | Keiichi Sigsawa      | Kouhaku Kuroboshi | Dengeki Bunko          |
| 07        | Hitagi Senjōgahara                       | Monogatari                         | Nisio Isin           | Vofan             | Kodansha Box           |
| 08        | Kluele Sophi Net                         | Tasogareiro no Uta Tsukai          | Sazane Kei           | Miho Takeoka      | Fujimi Fantasia Bunko  |
| 09        | Shana                                    | Shakugan no Shana                  | Yashichiro Takahashi | Noizi Ito         | Dengeki Bunko          |
| 10        | Hideyoshi Kinoshita                      | Baka to test to shōkanjū           | Kenji Inoue          | Yui Haga          | Famitsu Bunko          |

### 2010–2014
| Posizione | Personaggio                 | Titolo                                           | Autore          | Artista           | Etichetta              |
| 2010      | 2010                        | 2010                                             | 2010            | 2010              | 2010                   |
| --------- | --------------------------- | ------------------------------------------------ | --------------- | ----------------- | ---------------------- |
| 01        | Mikoto Misaka               | A Certain Magical Index                          | Kazuma Kamachi  | Kiyotaka Haimura  | Dengeki Bunko          |
| 02        | Tohko Amano                 | Bungaku shōjo                                    | Mizuki Nomura   | Miho Takeoka      | Famitsu Bunko          |
| 03        | Nanase Kotobuki             | Bungaku shōjo                                    | Mizuki Nomura   | Miho Takeoka      | Famitsu Bunko          |
| 04        | Hitagi Senjōgahara          | Monogatari                                       | Nisio Isin      | Vofan             | Kodansha Box           |
| 05        | Taiga Aisaka                | Toradora!                                        | Yuyuko Takemiya | Yasu              | Dengeki Bunko          |
| 06        | Karuma Takasaki             | Sōkyū no Karuma                                  | Kōshi Tachibana | Haruyuki Morisawa | Fujimi Fantasia Bunko  |
| 07        | Hideyoshi Kinoshita         | Baka to test to shōkanjū                         | Kenji Inoue     | Yui Haga          | Famitsu Bunko          |
| 08        | Kino                        | Kino no tabi -the Beautiful World-               | Keiichi Sigsawa | Kouhaku Kuroboshi | Dengeki Bunko          |
| 09        | Kluele Sophi Net            | Tasogareiro no Uta Tsukai                        | Sazane Kei      | Miho Takeoka      | Fujimi Fantasia Bunko  |
| 10        | Holo                        | Spice and Wolf                                   | Isuna Hasekura  | Jū Ayakura        | Dengeki Bunko          |
| 2011      |                             |                                                  |                 |                   |                        |
| 01        | Mikoto Misaka               | A Certain Magical Index                          | Kazuma Kamachi  | Kiyotaka Haimura  | Dengeki Bunko          |
| 02        | Yūko Shionji / Alice        | Kami-sama no memo-chō                            | Hikaru Sugii    | Mel Kishida       | Dengeki Bunko          |
| 03        | Index Librorum Prohibitorum | A Certain Magical Index                          | Kazuma Kamachi  | Kiyotaka Haimura  | Dengeki Bunko          |
| 04        | Sena Kashiwazaki            | Haganai - I have few friends                     | Yomi Hirasaka   | Buriki            | MF Bunko J             |
| 05        | Tohko Amano                 | Bungaku shōjo                                    | Mizuki Nomura   | Miho Takeoka      | Famitsu Bunko          |
| 06        | Asuna Yūki / Asuna          | Sword Art Online                                 | Reki Kawahara   | Abec              | Dengeki Bunko          |
| 07        | Itsuwa                      | A Certain Magical Index                          | Kazuma Kamachi  | Kiyotaka Haimura  | Dengeki Bunko          |
| 08        | Hitagi Senjōgahara          | Monogatari                                       | Nisio Isin      | Vofan             | Kodansha Box           |
| 09        | Erio Tōwa                   | Denpa onna to seishun otoko                      | Hitoma Iruma    | Buriki            | Dengeki Bunko          |
| 10        | Nanase Kotobuki             | Bungaku shōjo                                    | Mizuki Nomura   | Miho Takeoka      | Famitsu Bunko          |
| 2012      |                             |                                                  |                 |                   |                        |
| 01        | Mikoto Misaka               | A Certain Magical Index                          | Kazuma Kamachi  | Kiyotaka Haimura  | Dengeki Bunko          |
| 02        | Asuna Yūki / Asuna          | Sword Art Online                                 | Reki Kawahara   | Abec              | Dengeki Bunko          |
| 03        | Sena Kashiwazaki            | Haganai - I have few friends                     | Yomi Hirasaka   | Buriki            | MF Bunko J             |
| 04        | Ruri Goko / Kuroneko        | Ore no imōto ga konna ni kawaii wake ga nai      | Tsukasa Fushimi | Hiro Kanzaki      | Dengeki Bunko          |
| 05        | Yūko Shionji / Alice        | Kami-sama no memo-chō                            | Hikaru Sugii    | Mel Kishida       | Dengeki Bunko          |
| 06        | Himeko Inaba                | Kokoro Connect                                   | Sadanatsu Anda  | Shiromizakana     | Famitsu Bunko          |
| 07        | Hitagi Senjōgahara          | Monogatari                                       | Nisio Isin      | Vofan             | Kodansha Box           |
| 07        | Kirino Kousaka              | Ore no imōto ga konna ni kawaii wake ga nai      | Tsukasa Fushimi | Hiro Kanzaki      | Dengeki Bunko          |
| 09        | Haruhi Suzumiya             | La malinconia di Haruhi Suzumiya                 | Nagaru Tanigawa | Noizi Ito         | Kadokawa Sneaker Bunko |
| 10        | Yozora Mikazuki             | Haganai - I have few friends                     | Yomi Hirasaka   | Buriki            | MF Bunko J             |
| 2013      |                             |                                                  |                 |                   |                        |
| 01        | Mikoto Misaka               | A Certain Magical Index                          | Kazuma Kamachi  | Kiyotaka Haimura  | Dengeki Bunko          |
| 02        | Asuna Yūki / Asuna          | Sword Art Online                                 | Reki Kawahara   | Abec              | Dengeki Bunko          |
| 03        | Himeko Inaba                | Kokoro Connect                                   | Sadanatsu Anda  | Shiromizakana     | Famitsu Bunko          |
| 04        | Kuroyukihime                | Accel World                                      | Reki Kawahara   | HiMA              | Dengeki Bunko          |
| 05        | Sena Kashiwazaki            | Haganai - I have few friends                     | Yomi Hirasaka   | Buriki            | MF Bunko J             |
| 06        | Ruri Goko / Kuroneko        | Ore no imōto ga konna ni kawaii wake ga nai      | Tsukasa Fushimi | Hiro Kanzaki      | Dengeki Bunko          |
| 07        | Shino Asada / Sinon         | Sword Art Online                                 | Reki Kawahara   | Abec              | Dengeki Bunko          |
| 08        | Yukino Yukinoshita          | Yahari ore no seishun love kome wa machigatteiru | Wataru Watari   | Ponkan8           | Gagaga Bunko           |
| 09        | Kirino Kousaka              | Ore no imōto ga konna ni kawaii wake ga nai      | Tsukasa Fushimi | Hiro Kanzaki      | Dengeki Bunko          |
| 10        | Yozora Mikazuki             | Haganai - I have few friends                     | Yomi Hirasaka   | Buriki            | MF Bunko J             |
| 2014      |                             |                                                  |                 |                   |                        |
| 01        | Mikoto Misaka               | A Certain Magical Index                          | Kazuma Kamachi  | Kiyotaka Haimura  | Dengeki Bunko          |
| 02        | Yukino Yukinoshita          | Yahari ore no seishun love kome wa machigatteiru | Wataru Watari   | Ponkan8           | Gagaga Bunko           |
| 03        | Asuna Yūki / Asuna          | Sword Art Online                                 | Reki Kawahara   | Abec              | Dengeki Bunko          |
| 04        | Yui Yuigahama               | Yahari ore no seishun love kome wa machigatteiru | Wataru Watari   | Ponkan8           | Gagaga Bunko           |
| 05        | Index Librorum Prohibitorum | A Certain Magical Index                          | Kazuma Kamachi  | Kiyotaka Haimura  | Dengeki Bunko          |
| 06        | Kirino Kousaka              | Ore no imōto ga konna ni kawaii wake ga nai      | Tsukasa Fushimi | Hiro Kanzaki      | Dengeki Bunko          |
| 07        | Ayase Aragaki               | Ore no imōto ga konna ni kawaii wake ga nai      | Tsukasa Fushimi | Hiro Kanzaki      | Dengeki Bunko          |
| 08        | Shino Asada / Sinon         | Sword Art Online                                 | Reki Kawahara   | Abec              | Dengeki Bunko          |
| 09        | Miyuki Shiba                | Mahōka kōkō no rettōsei                          | Tsutomu Satō    | Kana Ishida       | Dengeki Bunko          |
| 10        | Yozora Mikazuki             | Haganai - I have few friends                     | Yomi Hirasaka   | Buriki            | MF Bunko J             |

### 2015–2017
| Posizione | Personaggio                 | Titolo                                           | Autore           | Artista            | Etichetta              |
| 2015      | 2015                        | 2015                                             | 2015             | 2015               | 2015                   |
| --------- | --------------------------- | ------------------------------------------------ | ---------------- | ------------------ | ---------------------- |
| 01        | Yukino Yukinoshita          | Yahari ore no seishun love kome wa machigatteiru | Wataru Watari    | Ponkan8            | Gagaga Bunko           |
| 02        | Mikoto Misaka               | A Certain Magical Index                          | Kazuma Kamachi   | Kiyotaka Haimura   | Dengeki Bunko          |
| 03        | Yui Yuigahama               | Yahari ore no seishun love kome wa machigatteiru | Wataru Watari    | Ponkan8            | Gagaga Bunko           |
| 04        | Asuna Yūki / Asuna          | Sword Art Online                                 | Reki Kawahara    | Abec               | Dengeki Bunko          |
| 05        | Othinus                     | A Certain Magical Index                          | Kazuma Kamachi   | Kiyotaka Haimura   | Dengeki Bunko          |
| 06        | Index Librorum Prohibitorum | A Certain Magical Index                          | Kazuma Kamachi   | Kiyotaka Haimura   | Dengeki Bunko          |
| 07        | Shino Asada / Sinon         | Sword Art Online                                 | Reki Kawahara    | Abec               | Dengeki Bunko          |
| 08        | Komachi Hikigaya            | Yahari ore no seishun love kome wa machigatteiru | Wataru Watari    | Ponkan8            | Gagaga Bunko           |
| 09        | Misaki Shokuhō              | A Certain Magical Index                          | Kazuma Kamachi   | Kiyotaka Haimura   | Dengeki Bunko          |
| 10        | Shiro                       | No Game No Life                                  | Yū Kamiya        | Yū Kamiya          | MF Bunko J             |
| 2016      |                             |                                                  |                  |                    |                        |
| 01        | Mikoto Misaka               | A Certain Magical Index                          | Kazuma Kamachi   | Kiyotaka Haimura   | Dengeki Bunko          |
| 02        | Yukino Yukinoshita          | Yahari ore no seishun love kome wa machigatteiru | Wataru Watari    | Ponkan8            | Gagaga Bunko           |
| 03        | Iroha Isshiki               | Yahari ore no seishun love kome wa machigatteiru | Wataru Watari    | Ponkan8            | Gagaga Bunko           |
| 04        | Yui Yuigahama               | Yahari ore no seishun love kome wa machigatteiru | Wataru Watari    | Ponkan8            | Gagaga Bunko           |
| 05        | Asuna Yūki / Asuna          | Sword Art Online                                 | Reki Kawahara    | Abec               | Dengeki Bunko          |
| 06        | Megumi Katō                 | Saekano: How to Raise a Boring Girlfriend        | Fumiaki Maruto   | Kurehito Misaki    | Fujimi Fantasia Bunko  |
| 07        | Shiro                       | No Game No Life                                  | Yū Kamiya        | Yū Kamiya          | MF Bunko J             |
| 08        | Miyuki Shiba                | Mahōka kōkō no rettōsei                          | Tsutomu Satō     | Kana Ishida        | Dengeki Bunko          |
| 09        | Othinus                     | A Certain Magical Index                          | Kazuma Kamachi   | Kiyotaka Haimura   | Dengeki Bunko          |
| 10        | Index Librorum Prohibitorum | A Certain Magical Index                          | Kazuma Kamachi   | Kiyotaka Haimura   | Dengeki Bunko          |
| 2017      |                             |                                                  |                  |                    |                        |
| 01        | Mikoto Misaka               | A Certain Magical Index                          | Kazuma Kamachi   | Kiyotaka Haimura   | Dengeki Bunko          |
| 02        | Rem                         | Re:Zero                                          | Tappei Nagatsuki | Shin'ichirō Ōtsuka | MF Bunko J             |
| 03        | Megumin                     | Kono subarashii sekai ni shukufuku o!            | Natsume Akatsuki | Kurone Mishima     | Kadokawa Sneaker Bunko |
| 04        | Asuna Yūki / Asuna          | Sword Art Online                                 | Reki Kawahara    | Abec               | Dengeki Bunko          |
| 05        | Yukino Yukinoshita          | Yahari ore no seishun love kome wa machigatteiru | Wataru Watari    | Ponkan8            | Gagaga Bunko           |
| 06        | Megumi Katō                 | Saekano: How to Raise a Boring Girlfriend        | Fumiaki Maruto   | Kurehito Misaki    | Fujimi Fantasia Bunko  |
| 07        | White Queen                 | Mitou Shoukan:// Blood-Sign                      | Kazuma Kamachi   | Waki Ikawa         | Dengeki Bunko          |
| 08        | Emilia                      | Re:Zero                                          | Tappei Nagatsuki | Shin'ichirō Ōtsuka | MF Bunko J             |
| 09        | Index Librorum Prohibitorum | A Certain Magical Index                          | Kazuma Kamachi   | Kiyotaka Haimura   | Dengeki Bunko          |
| 10        | Othinus                     | A Certain Magical Index                          | Kazuma Kamachi   | Kiyotaka Haimura   | Dengeki Bunko          |

## Classifiche top 10 dei personaggi maschili
| Anno | Personaggio              | Titolo                                           | Autore          | Artista          | Etichetta             |
| ---- | ------------------------ | ------------------------------------------------ | --------------- | ---------------- | --------------------- |
| 2005 | I                        | Zaregoto Series                                  | Nisio Isin      | Take             | Kodansha Novels       |
| 2006 | I                        | Zaregoto Series                                  | Nisio Isin      | Take             | Kodansha Novels       |
| 2007 | Mikoto Sayama            | Owari no Chronicle (serie Ahead)                 | Minoru Kawakami | Satoyasu         | Dengeki Bunko         |
| 2008 | Sousuke Sagara           | Full Metal Panic!                                | Shoji Gatoh     | Shikidouji       | Fujimi Fantasia Bunko |
| 2009 | Hideyoshi Kinoshita      | Baka to test to shōkanjū                         | Kenji Inoue     | Yui Haga         | Famitsu Bunko         |
| 2010 | Hideyoshi Kinoshita      | Baka to test to shōkanjū                         | Kenji Inoue     | Yui Haga         | Famitsu Bunko         |
| 2011 | Tōma Kamijō              | A Certain Magical Index                          | Kazuma Kamachi  | Kiyotaka Haimura | Dengeki Bunko         |
| 2012 | Kazuto Kirigaya / Kirito | Sword Art Online                                 | Reki Kawahara   | Abec             | Dengeki Bunko         |
| 2013 | Kazuto Kirigaya / Kirito | Sword Art Online                                 | Reki Kawahara   | Abec             | Dengeki Bunko         |
| 2014 | Hachiman Hikigaya        | Yahari ore no seishun love kome wa machigatteiru | Wataru Watari   | Ponkan8          | Gagaga Bunko          |
| 2015 | Hachiman Hikigaya        | Yahari ore no seishun love kome wa machigatteiru | Wataru Watari   | Ponkan8          | Gagaga Bunko          |
| 2016 | Hachiman Hikigaya        | Yahari ore no seishun love kome wa machigatteiru | Wataru Watari   | Ponkan8          | Gagaga Bunko          |
| 2017 | Tōma Kamijō              | A Certain Magical Index                          | Kazuma Kamachi  | Kiyotaka Haimura | Dengeki Bunko         |

### 2005–2009
| Posizione | Personaggio             | Titolo                                | Autore           | Artista          | Etichetta              |
| 2005      | 2005                    | 2005                                  | 2005             | 2005             | 2005                   |
| --------- | ----------------------- | ------------------------------------- | ---------------- | ---------------- | ---------------------- |
| 01        | I                       | Zaregoto Series                       | Nisio Isin       | Take             | Kodansha Novels        |
| 02        | Sousuke Sagara          | Full Metal Panic!                     | Shoji Gatoh      | Shikidouji       | Fujimi Fantasia Bunko  |
| 03        | Mikoto Sayama           | Owari no Chronicle (serie Ahead)      | Minoru Kawakami  | Satoyasu         | Dengeki Bunko          |
| 04        | Orphen                  | Majutsushi Orphen Hagure Tabi         | Yoshinobu Akita  | Yuuya Kusaka     | Fujimi Fantasia Bunko  |
| 05        | Maisaka Ryi             | Beat no Discipline                    | Kouhei Kadono    | Kouji Ogata      | Dengeki Bunko          |
| 06        | Kei Monobe              | D Crackers                            | Kōhei Azano      | Hisato Murasaki  | Fujimi Fantasia Bunko  |
| 07        | Elion                   | Harmonizer-Elion                      | Yoru Yoshimura   | Tsukasa Kotobuki | Fujimi Fantasia Bunko  |
| 08        | Maido B. Garnash        | Detamaka                              | Kazuyuki Takami  | Chiyoko          | Kadokawa Sneaker Bunko |
| 09        | Ferio Aruseifu          | Soranokane no Hibiku Wakusei de       | Soichiro Watase  | Minako Iwasaki   | Dengeki Bunko          |
| 10        | Dr. Kishida             | Ariel                                 | Yūichi Sasamoto  | Masahisa Suzuki  | Sonorama Bunko         |
| 2006      |                         |                                       |                  |                  |                        |
| 01        | I                       | Zaregoto Series                       | Nisio Isin       | Take             | Kodansha Novels        |
| 02        | Mikoto Sayama           | Owari no Chronicle (serie Ahead)      | Minoru Kawakami  | Satoyasu         | Dengeki Bunko          |
| 03        | Gaius Levina Sorel      | Saredo Tsumibito wa Ryū to Odoru      | Asai Labo        | Miyagi           | Gagaga Bunko           |
| 04        | Sousuke Sagara          | Full Metal Panic!                     | Shoji Gatoh      | Shikidouji       | Fujimi Fantasia Bunko  |
| 05        | Shizuo Heiwajima        | Durarara!!                            | Ryohgo Narita    | Suzuhito Yasuda  | Dengeki Bunko          |
| 06        | Hitoshiki Zerozaki      | Zaregoto Series                       | Nisio Isin       | Take             | Kodansha Novels        |
| 07        | Yuri Shibuya            | Kyo Kara Maoh!                        | Tomo Takabayashi | Temari Matsumoto | Kadokawa Sneaker Bunko |
| 08        | Abel Nightroad          | Trinity Blood                         | Sunao Yoshida    | Thores Shibamoto | Kadokawa Sneaker Bunko |
| 09        | Conrad / Conrart Weller | Kyo Kara Maoh!                        | Tomo Takabayashi | Temari Matsumoto | Kadokawa Sneaker Bunko |
| 10        | Daisuke Kusuriya        | Mushi-Uta                             | Kyouhei Iwai     | Ruroo            | Kadokawa Sneaker Bunko |
| 2007      |                         |                                       |                  |                  |                        |
| 01        | Mikoto Sayama           | Owari no Chronicle (serie Ahead)      | Minoru Kawakami  | Satoyasu         | Dengeki Bunko          |
| 02        | I                       | Zaregoto Series                       | Nisio Isin       | Take             | Kodansha Novels        |
| 03        | Hitoshiki Zerozaki      | Zaregoto Series                       | Nisio Isin       | Take             | Kodansha Novels        |
| 04        | Shizuo Heiwajima        | Durarara!!                            | Ryohgo Narita    | Suzuhito Yasuda  | Dengeki Bunko          |
| 05        | Sousuke Sagara          | Full Metal Panic!                     | Shoji Gatoh      | Shikidouji       | Fujimi Fantasia Bunko  |
| 06        | Kyon                    | La malinconia di Haruhi Suzumiya      | Nagaru Tanigawa  | Noizi Ito        | Kadokawa Sneaker Bunko |
| 07        | Gaius Levina Sorel      | Saredo Tsumibito wa Ryū to Odoru      | Asai Labo        | Miyagi           | Gagaga Bunko           |
| 08        | Izaya Orihara           | Durarara!!                            | Ryohgo Narita    | Suzuhito Yasuda  | Dengeki Bunko          |
| 09        | Tōma Kamijō             | A Certain Magical Index               | Kazuma Kamachi   | Kiyotaka Haimura | Dengeki Bunko          |
| 10        | Daisuke Kusuriya        | Mushi-Uta                             | Kyouhei Iwai     | Ruroo            | Kadokawa Sneaker Bunko |
| 2008      |                         |                                       |                  |                  |                        |
| 01        | Sousuke Sagara          | Full Metal Panic!                     | Shoji Gatoh      | Shikidouji       | Fujimi Fantasia Bunko  |
| 02        | Kyon                    | La malinconia di Haruhi Suzumiya      | Nagaru Tanigawa  | Noizi Ito        | Kadokawa Sneaker Bunko |
| 03        | Tōma Kamijō             | A Certain Magical Index               | Kazuma Kamachi   | Kiyotaka Haimura | Dengeki Bunko          |
| 04        | Hideyoshi Kinoshita     | Baka to test to shōkanjū              | Kenji Inoue      | Yui Haga         | Famitsu Bunko          |
| 05        | Ryūji Takasu            | Toradora!                             | Yuyuko Takemiya  | Yasu             | Dengeki Bunko          |
| 06        | Daisuke Kusuriya        | Mushi-Uta                             | Kyouhei Iwai     | Ruroo            | Kadokawa Sneaker Bunko |
| 07        | Konoha Inoue            | Bungaku shōjo                         | Mizuki Nomura    | Miho Takeoka     | Famitsu Bunko          |
| 08        | Saito Hiraga            | Zero no tsukaima                      | Noboru Yamaguchi | Eiji Usatsuka    | MF Bunko J             |
| 09        | Kraft Lawrence          | Spice and Wolf                        | Isuna Hasekura   | Jū Ayakura       | Dengeki Bunko          |
| 10        | Kurz Weber              | Full Metal Panic!                     | Shoji Gatoh      | Shikidouji       | Fujimi Fantasia Bunko  |
| 2009      |                         |                                       |                  |                  |                        |
| 01        | Hideyoshi Kinoshita     | Baka to test to shōkanjū              | Kenji Inoue      | Yui Haga         | Famitsu Bunko          |
| 02        | Ryūji Takasu            | Toradora!                             | Yuyuko Takemiya  | Yasu             | Dengeki Bunko          |
| 03        | Tōma Kamijō             | A Certain Magical Index               | Kazuma Kamachi   | Kiyotaka Haimura | Dengeki Bunko          |
| 04        | Sousuke Sagara          | Full Metal Panic!                     | Shoji Gatoh      | Shikidouji       | Fujimi Fantasia Bunko  |
| 05        | Konoha Inoue            | Bungaku shōjo                         | Mizuki Nomura    | Miho Takeoka     | Famitsu Bunko          |
| 06        | Koyomi Araragi          | Monogatari                            | Nisio Isin       | Vofan            | Kodansha Box           |
| 07        | Mii-kun                 | Usotsuki Mii-kun to Kowareta Maa-chan | Hitoma Iruma     | Hidari           | Dengeki Bunko          |
| 08        | Akihisa Yoshii          | Baka to test to shōkanjū              | Kenji Inoue      | Yui Haga         | Famitsu Bunko          |
| 09        | Kraft Lawrence          | Spice and Wolf                        | Isuna Hasekura   | Jū Ayakura       | Dengeki Bunko          |
| 10        | Ken Sugisaki            | Seitokai no ichizon                   | Sekina Aoi       | Kira Inugami     | Fujimi Fantasia Bunko  |

### 2010–2014
| Posizione | Personaggio              | Titolo                                           | Autore           | Artista          | Etichetta              |
| 2010      | 2010                     | 2010                                             | 2010             | 2010             | 2010                   |
| --------- | ------------------------ | ------------------------------------------------ | ---------------- | ---------------- | ---------------------- |
| 01        | Hideyoshi Kinoshita      | Baka to test to shōkanjū                         | Kenji Inoue      | Yui Haga         | Famitsu Bunko          |
| 02        | Koyomi Araragi           | Monogatari                                       | Nisio Isin       | Vofan            | Kodansha Box           |
| 03        | Tōma Kamijō              | A Certain Magical Index                          | Kazuma Kamachi   | Kiyotaka Haimura | Dengeki Bunko          |
| 04        | Mii-kun                  | Usotsuki Mii-kun to Kowareta Maa-chan            | Hitoma Iruma     | Hidari           | Dengeki Bunko          |
| 05        | Ken Sugisaki             | Seitokai no ichizon                              | Sekina Aoi       | Kira Inugami     | Fujimi Fantasia Bunko  |
| 06        | Ryūji Takasu             | Toradora!                                        | Yuyuko Takemiya  | Yasu             | Dengeki Bunko          |
| 07        | Konoha Inoue             | Bungaku shōjo                                    | Mizuki Nomura    | Miho Takeoka     | Famitsu Bunko          |
| 08        | Neight Yehlemihas        | Tasogareiro no Uta Tsukai                        | Kei Sazane       | Miho Takeoka     | Fujimi Fantasia Bunko  |
| 09        | Hideo Kawamura           | Sentō Jōsai Masurawo                             | Tomoaki Hayashi  | Yumehito Ueda    | Kadokawa Sneaker Bunko |
| 10        | Akihisa Yoshii           | Baka to test to shōkanjū                         | Kenji Inoue      | Yui Haga         | Famitsu Bunko          |
| 2011      |                          |                                                  |                  |                  |                        |
| 01        | Tōma Kamijō              | A Certain Magical Index                          | Kazuma Kamachi   | Kiyotaka Haimura | Dengeki Bunko          |
| 02        | Accelerator              | A Certain Magical Index                          | Kazuma Kamachi   | Kiyotaka Haimura | Dengeki Bunko          |
| 03        | Kazuto Kirigaya / Kirito | Sword Art Online                                 | Reki Kawahara    | Abec             | Dengeki Bunko          |
| 04        | Hideyoshi Kinoshita      | Baka to test to shōkanjū                         | Kenji Inoue      | Yui Haga         | Famitsu Bunko          |
| 05        | You Satou                | Ben-Tō                                           | Asaura           | Kaito Shibano    | Super Dash Bunko       |
| 06        | Sousuke Sagara           | Full Metal Panic!                                | Shoji Gatoh      | Shikidouji       | Fujimi Fantasia Bunko  |
| 07        | Koyomi Araragi           | Monogatari                                       | Nisio Isin       | Vofan            | Kodansha Box           |
| 08        | Ken Sugisaki             | Seitokai no ichizon                              | Sekina Aoi       | Kira Inugami     | Fujimi Fantasia Bunko  |
| 09        | Mii-kun                  | Usotsuki Mii-kun to Kowareta Maa-chan            | Hitoma Iruma     | Hidari           | Dengeki Bunko          |
| 10        | Shizuo Heiwajima         | Durarara!!                                       | Ryohgo Narita    | Suzuhito Yasuda  | Dengeki Bunko          |
| 2012      |                          |                                                  |                  |                  |                        |
| 01        | Kazuto Kirigaya / Kirito | Sword Art Online                                 | Reki Kawahara    | Abec             | Dengeki Bunko          |
| 02        | Tōma Kamijō              | A Certain Magical Index                          | Kazuma Kamachi   | Kiyotaka Haimura | Dengeki Bunko          |
| 03        | Koyomi Araragi           | Monogatari                                       | Nisio Isin       | Vofan            | Kodansha Box           |
| 04        | Accelerator              | A Certain Magical Index                          | Kazuma Kamachi   | Kiyotaka Haimura | Dengeki Bunko          |
| 05        | You Satou                | Ben-Tō                                           | Asaura           | Kaito Shibano    | Super Dash Bunko       |
| 06        | Hideyoshi Kinoshita      | Baka to test to shōkanjū                         | Kenji Inoue      | Yui Haga         | Famitsu Bunko          |
| 07        | Kyousuke Kousaka         | Ore no imōto ga konna ni kawaii wake ga nai      | Tsukasa Fushimi  | Hiro Kanzaki     | Dengeki Bunko          |
| 08        | Kyon                     | La malinconia di Haruhi Suzumiya                 | Nagaru Tanigawa  | Noizi Ito        | Kadokawa Sneaker Bunko |
| 09        | Akihisa Yoshii           | Baka to test to shōkanjū                         | Kenji Inoue      | Yui Haga         | Famitsu Bunko          |
| 10        | Ken Sugisaki             | Seitokai no ichizon                              | Sekina Aoi       | Kira Inugami     | Fujimi Fantasia Bunko  |
| 2013      |                          |                                                  |                  |                  |                        |
| 01        | Kazuto Kirigaya / Kirito | Sword Art Online                                 | Reki Kawahara    | Abec             | Dengeki Bunko          |
| 02        | Tōma Kamijō              | A Certain Magical Index                          | Kazuma Kamachi   | Kiyotaka Haimura | Dengeki Bunko          |
| 03        | Accelerator              | A Certain Magical Index                          | Kazuma Kamachi   | Kiyotaka Haimura | Dengeki Bunko          |
| 04        | Hachiman Hikigaya        | Yahari ore no seishun love kome wa machigatteiru | Wataru Watari    | Ponkan8          | Gagaga Bunko           |
| 05        | Kyousuke Kousaka         | Ore no imōto ga konna ni kawaii wake ga nai      | Tsukasa Fushimi  | Hiro Kanzaki     | Dengeki Bunko          |
| 06        | Koyomi Araragi           | Monogatari                                       | Nisio Isin       | Vofan            | Kodansha Box           |
| 07        | Tatsuya Shiba            | Mahōka kōkō no rettōsei                          | Tsutomu Satou    | Kana Ishida      | Dengeki Bunko          |
| 08        | You Satou                | Ben-Tō                                           | Asaura           | Kaito Shibano    | Super Dash Bunko       |
| 09        | Ken Sugisaki             | Seitokai no ichizon                              | Sekina Aoi       | Kira Inugami     | Fujimi Fantasia Bunko  |
| 10        | Toori Aoi                | Kyōkaisen-jō no Horizon                          | Minoru Kawakami  | Satoyasu         | Dengeki Bunko          |
| 2014      |                          |                                                  |                  |                  |                        |
| 01        | Hachiman Hikigaya        | Yahari ore no seishun love kome wa machigatteiru | Wataru Watari    | Ponkan8          | Gagaga Bunko           |
| 02        | Tōma Kamijō              | A Certain Magical Index                          | Kazuma Kamachi   | Kiyotaka Haimura | Dengeki Bunko          |
| 03        | Kazuto Kirigaya / Kirito | Sword Art Online                                 | Reki Kawahara    | Abec             | Dengeki Bunko          |
| 04        | Accelerator              | A Certain Magical Index                          | Kazuma Kamachi   | Kiyotaka Haimura | Dengeki Bunko          |
| 05        | Sadao Maō                | Hataraku maō-sama!                               | Satoshi Wagahara | Oniku            | Dengeki Bunko          |
| 06        | Kyousuke Kousaka         | Ore no imōto ga konna ni kawaii wake ga nai      | Tsukasa Fushimi  | Hiro Kanzaki     | Dengeki Bunko          |
| 07        | Izayoi Sakamaki          | Mondaiji-tachi ga isekai kara kuru sō desu yo?   | Tarō Tatsunoko   | Yū Amano         | Kadokawa Sneaker Bunko |
| 08        | Tatsuya Shiba            | Mahōka kōkō no rettōsei                          | Tsutomu Satou    | Kana Ishida      | Dengeki Bunko          |
| 09        | Ken Sugisaki             | Seitokai no ichizon                              | Sekina Aoi       | Kira Inugami     | Fujimi Fantasia Bunko  |
| 10        | Koremitsu Akagi          | Hikaru ga Chikyū ni Itakoro                      | Mizuki Nomura    | Miho Takeoka     | Famitsu Bunko          |

### 2015–2017
| Posizione | Personaggio                   | Titolo                                           | Autore                            | Artista            | Etichetta              |
| 2015      | 2015                          | 2015                                             | 2015                              | 2015               | 2015                   |
| --------- | ----------------------------- | ------------------------------------------------ | --------------------------------- | ------------------ | ---------------------- |
| 01        | Hachiman Hikigaya             | Yahari ore no seishun love kome wa machigatteiru | Wataru Watari                     | Ponkan8            | Gagaga Bunko           |
| 02        | Tōma Kamijō                   | A Certain Magical Index                          | Kazuma Kamachi                    | Kiyotaka Haimura   | Dengeki Bunko          |
| 03        | Kazuto Kirigaya / Kirito      | Sword Art Online                                 | Reki Kawahara                     | Abec               | Dengeki Bunko          |
| 04        | Accelerator                   | A Certain Magical Index                          | Kazuma Kamachi                    | Kiyotaka Haimura   | Dengeki Bunko          |
| 05        | Tatsuya Shiba                 | Mahōka kōkō no rettōsei                          | Tsutomu Satou                     | Kana Ishida        | Dengeki Bunko          |
| 06        | Sora                          | No Game No Life                                  | Yū Kamiya                         | Yū Kamiya          | MF Bunko J             |
| 07        | Rentarō Satomi                | Black Bullet                                     | Shiden Kanzaki                    | Saki Ukai          | Dengeki Bunko          |
| 08        | Bell Cranel                   | DanMachi                                         | Fujino Ōmori                      | Suzuhito Yasuda    | GA Bunko               |
| 09        | Saika Totsuka                 | Yahari ore no seishun love kome wa machigatteiru | Wataru Watari                     | Ponkan8            | Gagaga Bunko           |
| 10        | Ikuta Soroku                  | Alderamin on the Sky                             | Bokuto Uno                        | Sanbasō            | Dengeki Bunko          |
| 2016      |                               |                                                  |                                   |                    |                        |
| 01        | Hachiman Hikigaya             | Yahari ore no seishun love kome wa machigatteiru | Wataru Watari                     | Ponkan8            | Gagaga Bunko           |
| 02        | Kazuto Kirigaya / Kirito      | Sword Art Online                                 | Reki Kawahara                     | Abec               | Dengeki Bunko          |
| 03        | Tōma Kamijō                   | A Certain Magical Index                          | Kazuma Kamachi                    | Kiyotaka Haimura   | Dengeki Bunko          |
| 04        | Accelerator                   | A Certain Magical Index                          | Kazuma Kamachi                    | Kiyotaka Haimura   | Dengeki Bunko          |
| 05        | Tatsuya Shiba                 | Mahōka kōkō no rettōsei                          | Tsutomu Satou                     | Kana Ishida        | Dengeki Bunko          |
| 06        | Sora                          | No Game No Life                                  | Yū Kamiya                         | Yū Kamiya          | MF Bunko J             |
| 07        | Bell Cranel                   | DanMachi                                         | Fujino Ōmori                      | Suzuhito Yasuda    | GA Bunko               |
| 08        | Saika Totsuka                 | Yahari ore no seishun love kome wa machigatteiru | Wataru Watari                     | Ponkan8            | Gagaga Bunko           |
| 09        | Sakuta Azusagawa              | Seishun buta yarō                                | Hajime Kamoshida                  | Keiji Mizoguchi    | Dengeki Bunko          |
| 10        | Sadao Maō                     | Hataraku maō-sama!                               | Satoshi Wagahara                  | Oniku              | Dengeki Bunko          |
| 2017      |                               |                                                  |                                   |                    |                        |
| 01        | Tōma Kamijō                   | A Certain Magical Index                          | Kazuma Kamachi                    | Kiyotaka Haimura   | Dengeki Bunko          |
| 02        | Kazuto Kirigaya / Kirito      | Sword Art Online                                 | Reki Kawahara                     | Abec               | Dengeki Bunko          |
| 03        | Accelerator                   | Toaru Majutsu no Index                           | Kazuma Kamachi                    | Kiyotaka Haimura   | Dengeki Bunko          |
| 04        | Subaru Natsuki                | Re:Zero                                          | Tappei Nagatsuki                  | Shin'ichirō Ōtsuka | MF Bunko J             |
| 05        | Hachiman Hikigaya             | Yahari ore no seishun love kome wa machigatteiru | Wataru Watari                     | Ponkan8            | Gagaga Bunko           |
| 06        | Ninja Slayer / Kenji Fujikido | Ninja Slayer                                     | Bradley Bond, Philip Ninj@ Morzez | Warainaku          | Enterbrain             |
| 07        | Tatsuya Shiba                 | Mahōka kōkō no rettōsei                          | Tsutomu Satou                     | Kana Ishida        |                        |
| 08        | Kazuma Satō                   | Kono subarashii sekai ni shukufuku o!            | Natsume Akatsuki                  | Kurone Mishima     | Kadokawa Sneaker Bunko |
| 09        | Sora                          | No Game No Life                                  | Yū Kamiya                         | Yū Kamiya          | MF Bunko J             |
| 10        | Kyousuke Shiroyama            | Mitou Shoukan:// Blood-Sign                      | Kazuma Kamachi                    | Waki Ikawa         | Dengeki Bunko          |

## Classifiche top 10 degli illustratori

### 2010–2014
| Posizione | Artista           | Opere importanti                                          |
| 2010      | 2010              | 2010                                                      |
| --------- | ----------------- | --------------------------------------------------------- |
| 01        | Miho Takeoka      | Bungaku shōjo, Tasogareiro no Utatsukai                   |
| 02        | Noizi Ito         | Shakugan no Shana, La malinconia di Haruhi Suzumiya       |
| 03        | Hidari            | Usotsuki Mii-kun to Kowareta Maa-chan                     |
| 04        | Yui Haga          | Baka to test to shōkanjū                                  |
| 05        | Meru Kishida      | Kami-sama no memo-chō                                     |
| 06        | Buriki            | Haganai - I have few friends, Denpa onna to seishun otoko |
| 07        | Kouhaku Kuroboshi | Kino no tabi, Lillia to Treize, Meg to Seron              |
| 08        | Kira Inugami      | Seitokai no ichizon                                       |
| 09        | Ryō Ueda          | Sayonara Piano Sonata                                     |
| 10        | Yasu              | Toradora!                                                 |
| 2011      |                   |                                                           |
| 01        | Kiyotaka Haimura  | A Certain Magical Index                                   |
| 02        | Buriki            | Haganai - I have few friends, Denpa onna to seishun otoko |
| 03        | Miho Takeoka      | Bungaku shōjo, Tasogareiro no Utatsukai                   |
| 04        | Meru Kishida      | Kami-sama no memo-chō                                     |
| 05        | Hidari            | Usotsuki Mii-kun to Kowareta Maa-chan                     |
| 06        | Abec              | Sword Art Online                                          |
| 07        | Noizi Ito         | Shakugan no Shana, La malinconia di Haruhi Suzumiya       |
| 08        | Yui Haga          | Baka to test to shōkanjū                                  |
| 09        | Kira Inugami      | Seitokai no ichizon                                       |
| 10        | Suzuhito Yasuda   | Durarara!!                                                |
| 2012      |                   |                                                           |
| 01        | Buriki            | Haganai - I have few friends, Denpa onna to seishun otoko |
| 02        | Kiyotaka Haimura  | A Certain Magical Index                                   |
| 03        | Abec              | Sword Art Online                                          |
| 04        | Meru Kishida      | Kami-sama no memo-chō                                     |
| 05        | Kantoku           | Hentai ōji to warawanai neko.                             |
| 06        | Miho Takeoka      | Bungaku shōjo, Tasogareiro no Utatsukai                   |
| 07        | Noizi Ito         | Shakugan no Shana, La malinconia di Haruhi Suzumiya       |
| 08        | Shiromizakana     | Kokoro Connect, Tobira no Soto                            |
| 09        | Hiro Kanzaki      | Ore no imōto ga konna ni kawaii wake ga nai               |
| 10        | Hidari            | Usotsuki Mii-kun to Kowareta Maa-chan                     |
| 2013      |                   |                                                           |
| 01        | Abec              | Sword Art Online                                          |
| 02        | Buriki            | Haganai - I have few friends, Denpa onna to seishun otoko |
| 03        | Kiyotaka Haimura  | A Certain Magical Index                                   |
| 04        | Shiromizakana     | Kokoro Connect, Tobira no Soto                            |
| 05        | Kantoku           | Hentai ōji to warawanai neko.                             |
| 06        | Ponkan8           | Yahari ore no seishun love kome wa machigatteiru          |
| 07        | Miho Takeoka      | Bungaku shōjo, Tasogareiro no Utatsukai                   |
| 08        | Meru Kishida      | Kami-sama no memo-chō                                     |
| 09        | Hiro Kanzaki      | Ore no imōto ga konna ni kawaii wake ga nai               |
| 09        | Kobuichi          | Hidan no Aria                                             |
| 2014      |                   |                                                           |
| 01        | Kiyotaka Haimura  | A Certain Magical Index                                   |
| 02        | Ponkan8           | Yahari ore no seishun love kome wa machigatteiru          |
| 03        | Abec              | Sword Art Online                                          |
| 04        | Buriki            | Haganai - I have few friends, Denpa onna to seishun otoko |
| 05        | Kantoku           | Hentai ōji to warawanai neko.                             |
| 06        | Tsunako           | Date A Live                                               |
| 07        | Miho Takeoka      | Bungaku shōjo, Tasogareiro no Utatsukai                   |
| 08        | Hiro Kanzaki      | Ore no imōto ga konna ni kawaii wake ga nai               |
| 09        | Saki Ukai         | Black Bullet                                              |
| 10        | Suzuhito Yasuda   | Durarara!!                                                |

### 2015–2017
| Posizione | Artista            | Opere importanti                                          |
| 2015      | 2015               | 2015                                                      |
| --------- | ------------------ | --------------------------------------------------------- |
| 01        | Ponkan8            | Yahari ore no seishun love kome wa machigatteiru          |
| 02        | Kiyotaka Haimura   | A Certain Magical Index                                   |
| 03        | Abec               | Sword Art Online                                          |
| 04        | Buriki             | Haganai - I have few friends, Denpa onna to seishun otoko |
| 05        | Saki Ukai          | Black Bullet                                              |
| 06        | Kantoku            | Hentai ōji to warawanai neko.                             |
| 07        | Miho Takeoka       | Bungaku shōjo, Tasogareiro no Utatsukai                   |
| 08        | Yū Kamiya          | No Game No Life                                           |
| 09        | Suzuhito Yasuda    | Durarara!!, DanMachi                                      |
| 10        | Tsunako            | Date A Live                                               |
| 2016      |                    |                                                           |
| 01        | Ponkan8            | Yahari ore no seishun love kome wa machigatteiru          |
| 02        | Kiyotaka Haimura   | A Certain Magical Index                                   |
| 03        | Abec               | Sword Art Online                                          |
| 04        | Kantoku            | Hentai ōji to warawanai neko.                             |
| 05        | Kurehito Misaki    | Saekano: How to Raise a Boring Girlfriend                 |
| 06        | Suzuhito Yasuda    | Durarara!!, DanMachi                                      |
| 07        | Yū Kamiya          | No Game No Life                                           |
| 08        | Kurone Mishima     | Roku de nashi majutsu kōshi to akashic records            |
| 09        | Tsunako            | Date A Live                                               |
| 10        | Saki Ukai          | Black Bullet                                              |
| 2017      |                    |                                                           |
| 01        | Kiyotaka Haimura   | A Certain Magical Index                                   |
| 02        | Abec               | Sword Art Online                                          |
| 03        | Kantoku            | Hentai ōji to warawanai neko.                             |
| 04        | Kurone Mishima     | Roku de nashi majutsu kōshi to akashic records            |
| 05        | Warainaku          | Ninja Slayer                                              |
| 06        | Ponkan8            | Yahari ore no seishun love kome wa machigatteiru          |
| 07        | Kurehito Misaki    | Saekano: How to Raise a Boring Girlfriend                 |
| 08        | Shirabi            | Ryūō no oshigoto!                                         |
| 09        | Shin'ichirō Ōtsuka | Re:Zero                                                   |
| 10        | Saki Ukai          | Black Bullet                                              |